# Teodoro Valcárcel
Teodoro Valcárcel (* 17. Oktober 1900 in Puno; † 20. März 1942 in Lima) war ein peruanischer Komponist. 
Valcárcel studierte in Peru bei Luis Duncker Lavalle, ab 1914 am Konservatorium von Mailand bei Vincenzo Appiani und später in Barcelona bei Felipe Pedrell. Seit 1920 lebte er in Lima. 1928
erhielt er den Premio Nacional de Composición. 1929 vertrat er sein Land beim Festival Iberoamericano de Música in Barcelona. Er komponierte u. a. eine Oper, zwei Ballette, ein sinfonische Dichtung und
ein Violinkonzert. Teilweise wurden seine Werke von Rodolfo Holzmann orchestriert.

## Werke
- Suite sinfónica, 1939
- En las ruinas del Templo del Sol, sinfonische Dichtung, 1940
- Ck´ori Kancha, Ballett
- Suray surita, Ballett